# Rue Voltaire (Grenoble)
Pour les articles homonymes, voir Rue Voltaire.
La rue Voltaire est une voie publique de la commune française de Grenoble. Située dans le quartier Notre-Dame, un des quartiers les plus animés de la ville, réaménagé en zone semi-piétonne. Cette rue permet de relier la rue Raoul-Blanchard et la place de Verdun à la rue Bayard, ainsi que la rue Très-Cloîtres.

## Situation et accès

### Situation
Cette voie ouverte à la circulation automobile, en sens unique, commence au carrefour de la rue Bayard et de la rue Dominique Villars, puis se termine au carrefour de la rue Raoul-Blanchard et de la rue Général Marchand au niveau du numéro 20 de la rue, laquelle se prolonge ensuite par la rue Servan qui mène à la rue Très-Cloîtres.

### Accès

#### À pied
La rue, comprise dans la principale zone commerciale de la ville, est accessible aux passants depuis n'importe quel point du quartier Notre-Dame, le plus ancien de Grenoble.

#### Transport public
La rue Voltaire est principalement desservie par les lignes A, B et D du tramway de Grenoble. La station la plus proche (la ligne A passe au bout de cette rue) se dénomme Hubert Dubedout - Maison du Tourisme.

## Origine du nom

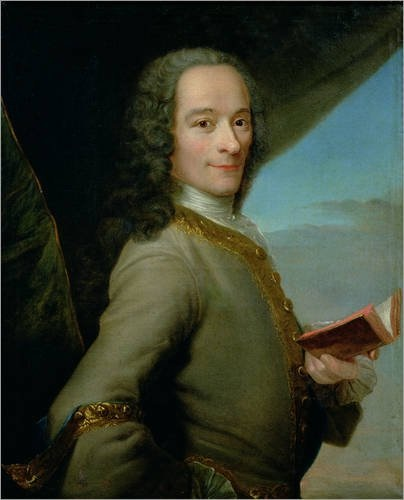
Portrait de Voltaire en 1736

Longtemps dénommée sous le nom de « rue Neuve des Capucins », en raison de sa proximité avec le couvent des Capucins de Grenoble, cette rue est rebaptisée sous ce nouveau nom en hommage à François-Marie Arouet, dit Voltaire (1694-1778), écrivain et philosophe des Lumières.

## Historique
Cette rue, qui abrite de nombreuses demeures historiques, compte également de nombreux commerces proposant des meubles et d'autres articles anciens, appartient au quartier des antiquaires de Grenoble avec la rue Bayard, la place des Tilleuls et la rue Dominique Villars. Chaque année la rue et le quartier accueillent une foire à la brocante.
Elle fut d'abord dénommée « rue Neuve des Capucins » car elle conduisait au couvent des Capucins qui se trouvait dans l'actuelle rue Servan. En 1837, elle change de nom et devient la rue Saint-Vincent-de-Paul, nom qu'elle garde jusqu'en 1873, année où elle devient rue Voltaire. C'est dans cette rue encore que demeurait Albert de Bérulle premier président du Parlement de Grenoble en 1785 et qui, en 1788 fut exilé parce qu'il avait refusé d'enregistrer les édits du duc de Clermont-Tonnerre, gouverneur de Grenoble.
Après un an de travaux effectués entre mars 2021 et avril 2022, la rue Voltaire, entièrement rénovée, est réouverte à la circulation piétonne et automobile. Les anciens pavés datant du XVIIe siècle, redécouverts à l'occasion du chantier, ont été mis en évidence et servent de revêtement routier à la fin de son parcours (non loin de la rue Général Marchand).

## Bâtiments remarquables et lieux de mémoire

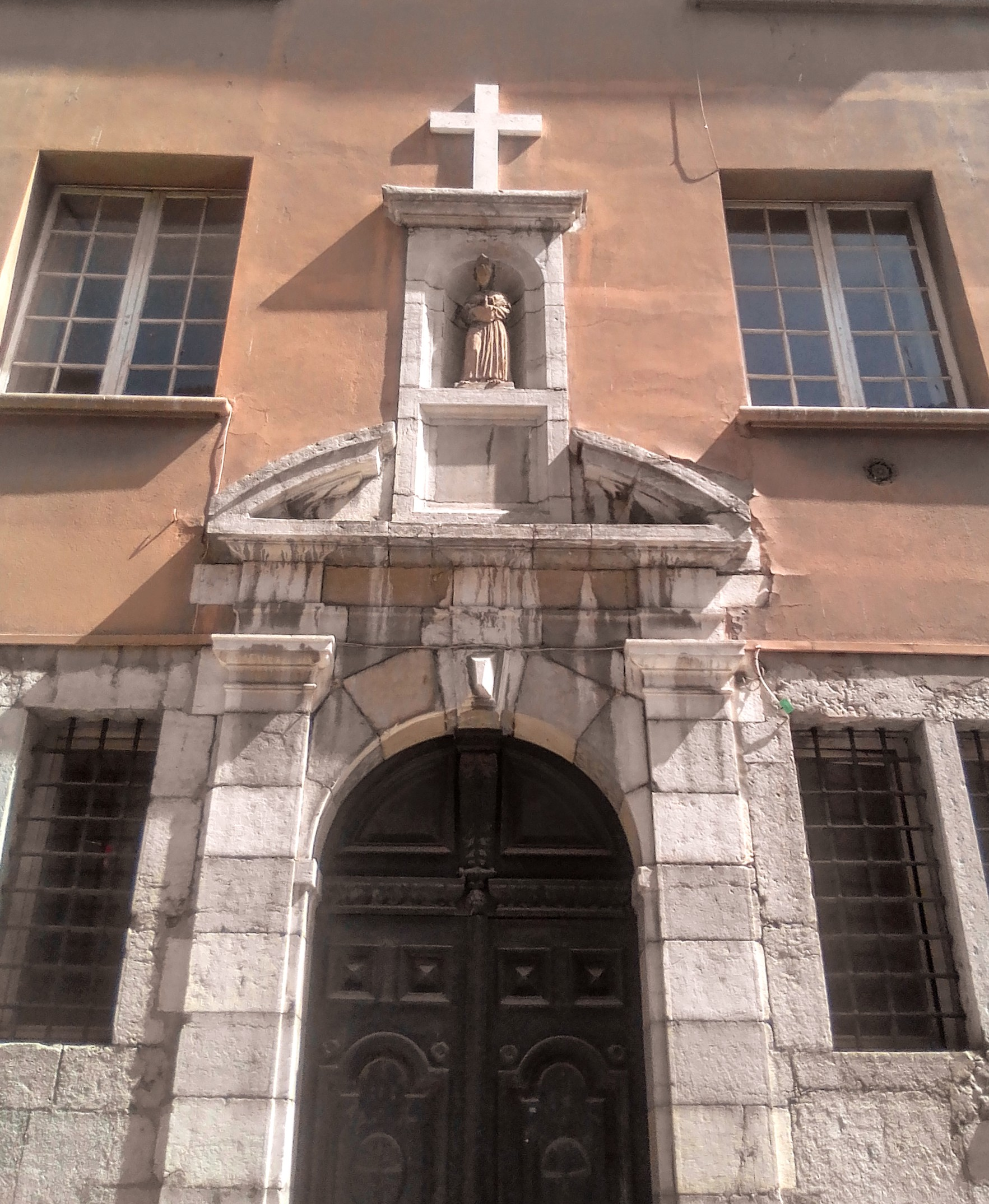
Entrée de la chapelle des pénitents blancs de Grenoble

- No 1 : immeuble du XIXe siècle

le portail composé de panneaux en fonte  et de frises à la grecque cache une arrière-cour (dite « cour d'agrément ») ayant servi de dépôt aux calèches durant le XIXe siècle. Le pavage de cette cour date de cette époque.
- No 6 : portail de l’ancien hôtel de la Première présidence, construit vers 1625.

la monumentale porte cochère cintrée date, quant à elle, des réaménagements de 1771. L'édifice comporte deux ailes en retour encadrant une cour sur l’arrière. La sévérité des façades en calcaire visibles de la rue ne révèle guère le rang social des personnes qu’elles ont abritées. Au XVIIe siècle, la discrétion est de mise, portes et portails sont très sobrement ornés de quelques volutes et les armoiries sont absentes.
- No 12 : passage piéton

à l'angle du numéro 12 rue Voltaire et du numéro 2 de la rue Raoul Blanchard, un passage couvert permet de rejoindre une cour arborée qui mène à un second passage qui, à son tour, permet de rejoindre la halle Sainte-Claire, marché couvert situé au cœur du centre ancien de la ville de Grenoble
- No 17 : façade de la Chapelle des Pénitents blancs, datant de 1657.

l'édifice, en parfait alignement sur le front de rue, reste assez discret. Son entrée permet d'accéder à un corps de bâtiment abritant des salles à l’usage de cette confrérie laïque tandis que la chapelle occupe la partie arrière du bâtiment. Celle-ci comprend un imposant retable du XVIIe siècle en bois sculpté, ainsi qu’un maître-autel en marbre avec d’élégantes têtes d’ange et guirlandes de roses. Elle abrite de belles stalles en bois du XVe siècle, provenant de l’ancien couvent des cisterciennes de Crolles. L'édifice sert également de lieu de culte à la paroisse orthodoxe russe de Grenoble. Selon le chercheur, spécialiste en architecture religieuse Gilles-Marie Moreau, cet endroit est probablement « le seul lieu de culte du département de l'Isère qui subsiste avec sa façade et son aménagement intérieur ».

Quelques photos de la rue Voltaire (Grenoble)
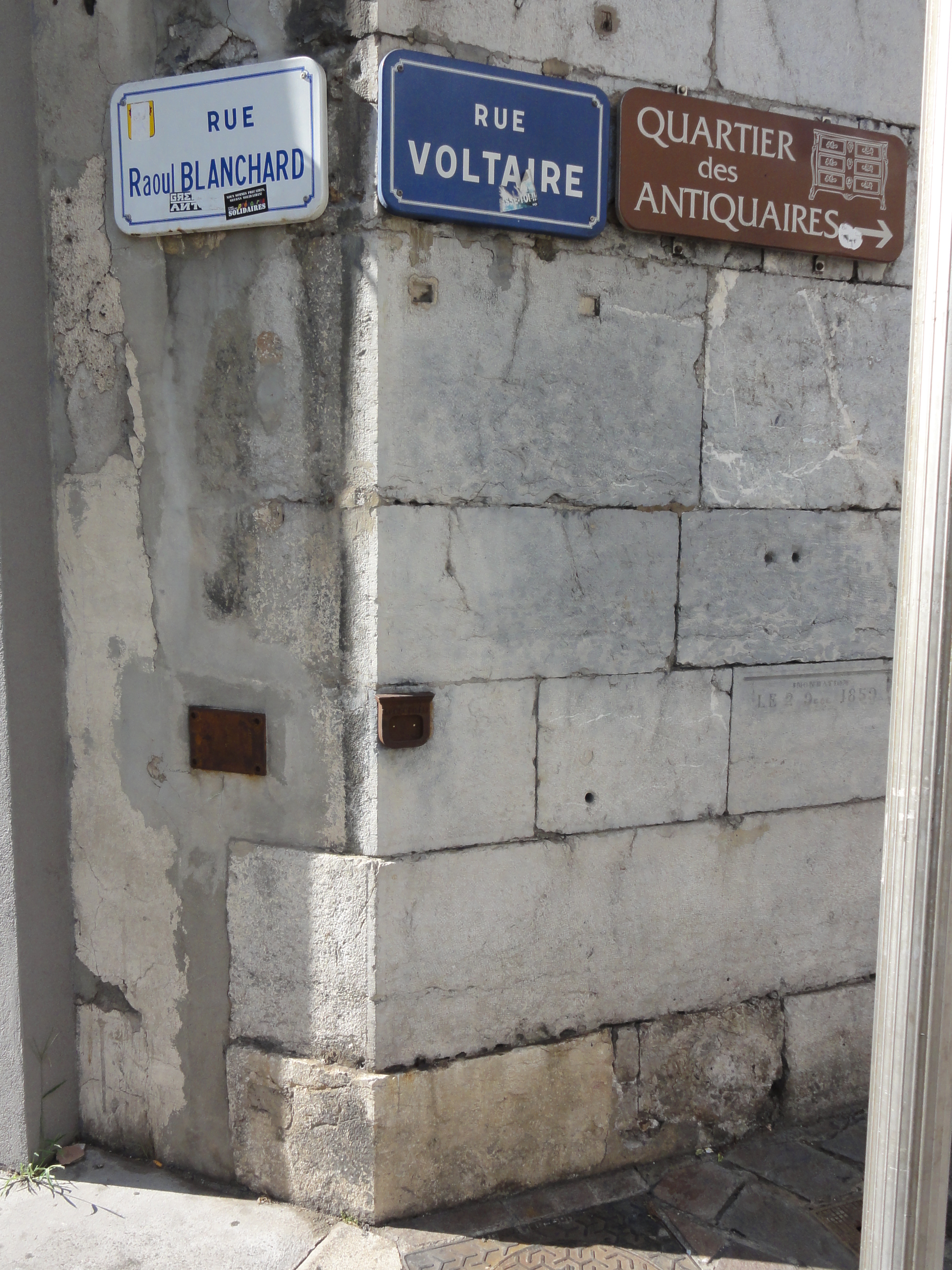
Angle de la rue Voltaire et de la rue Raoul Blanchard
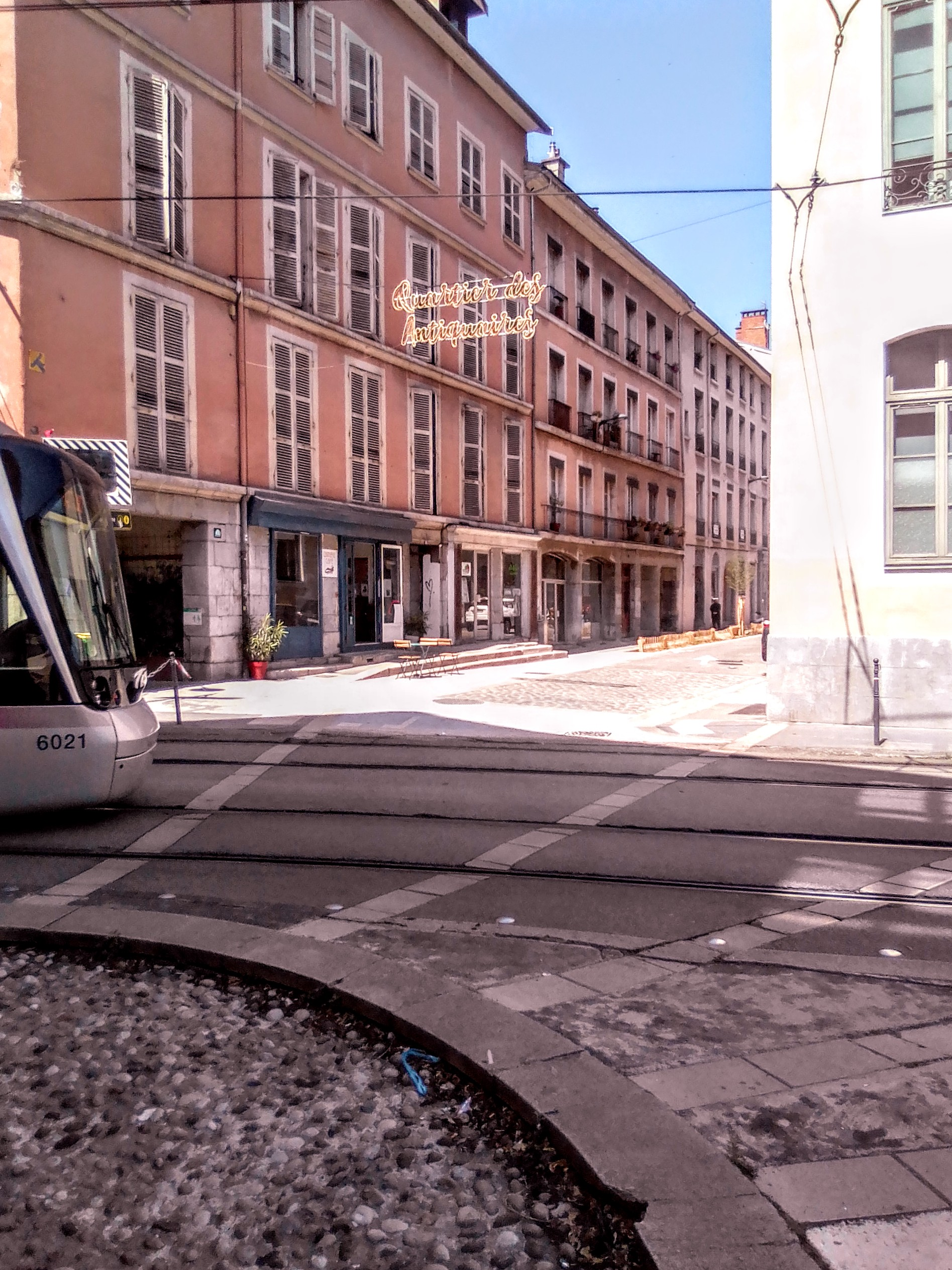
Rue Voltaire (angle rue Général Marchand)
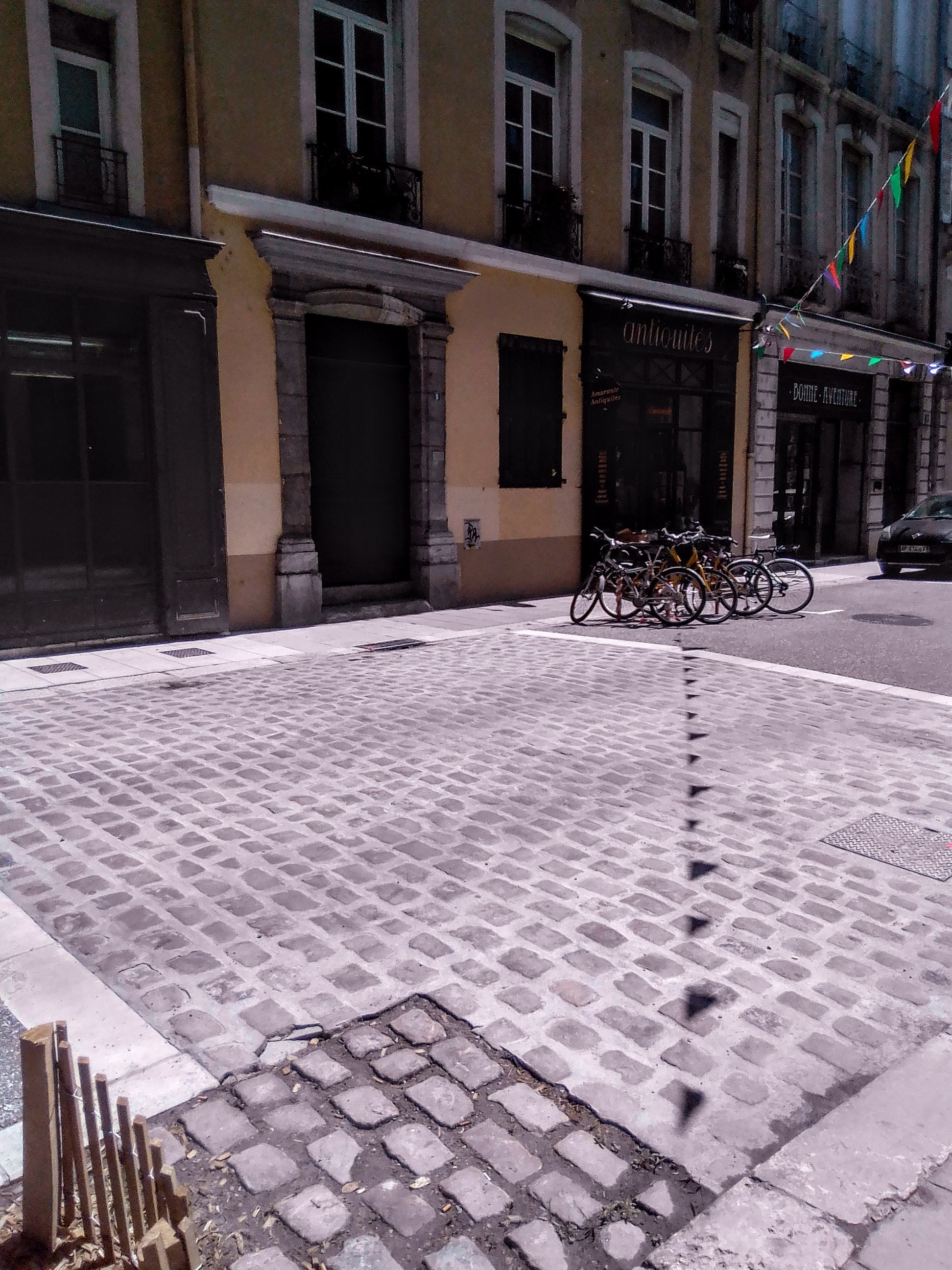
Rue Voltaire (pavement de la rue)
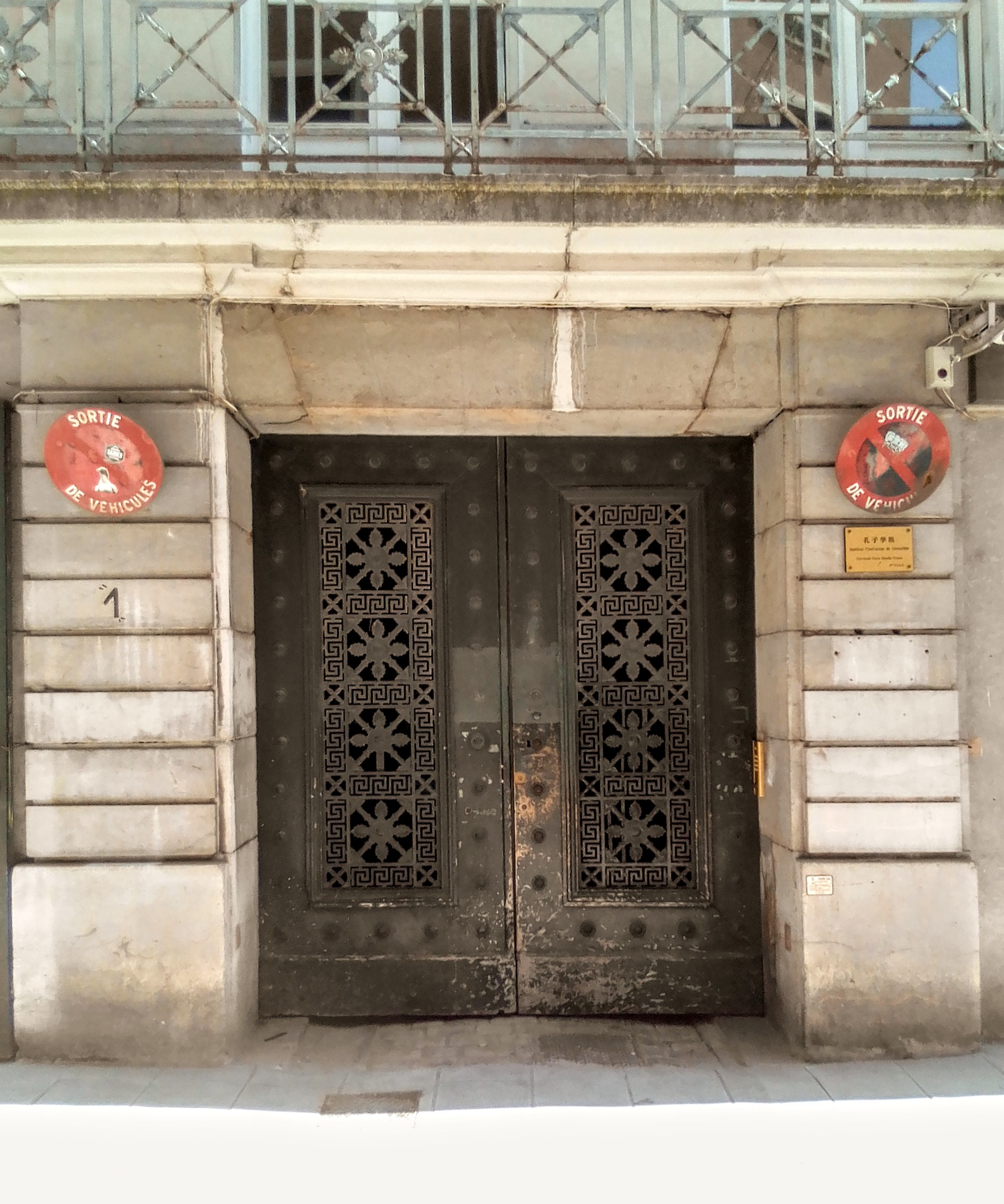
Rue Voltaire (N°1)
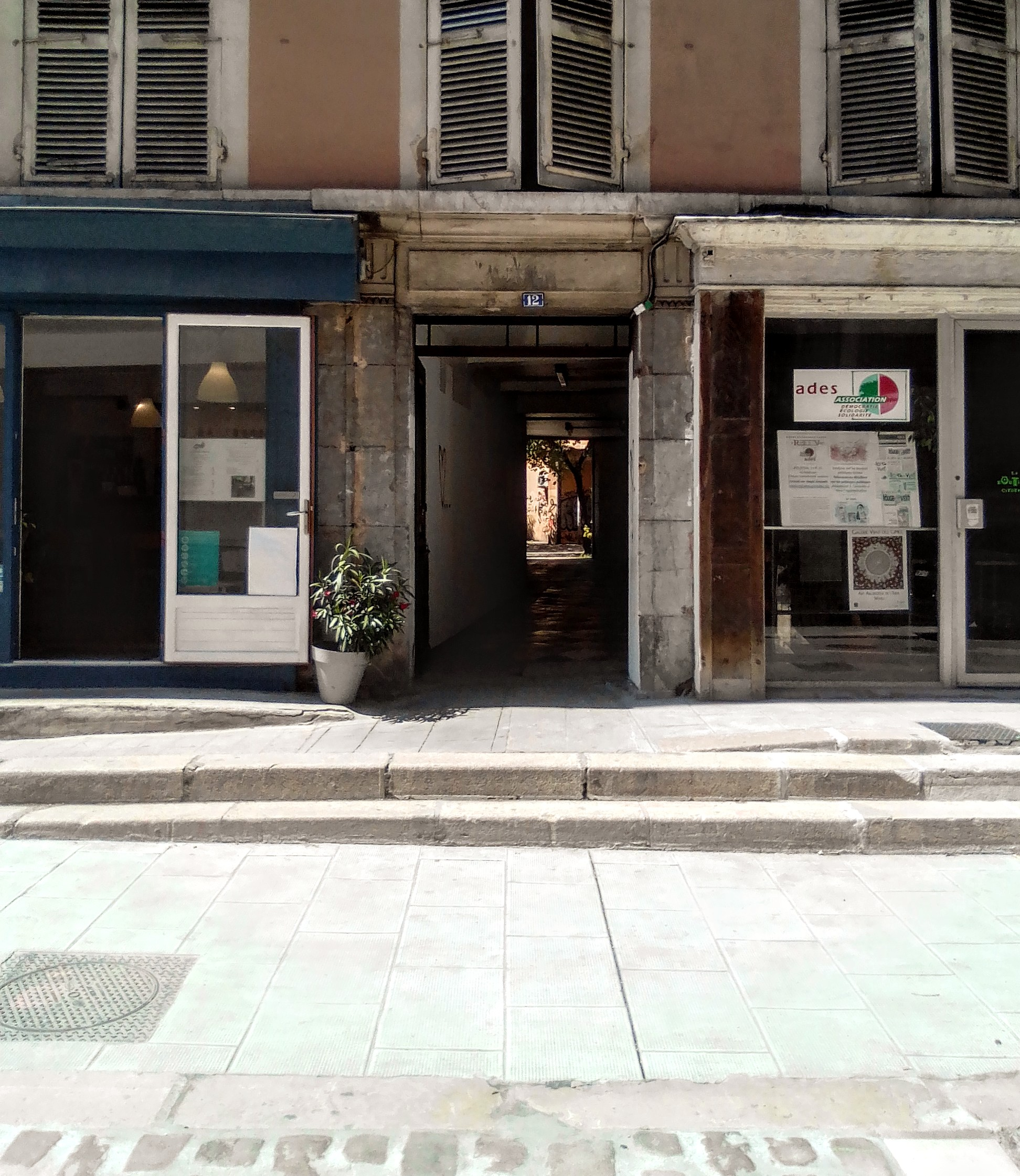
Rue Voltaire (N°12)
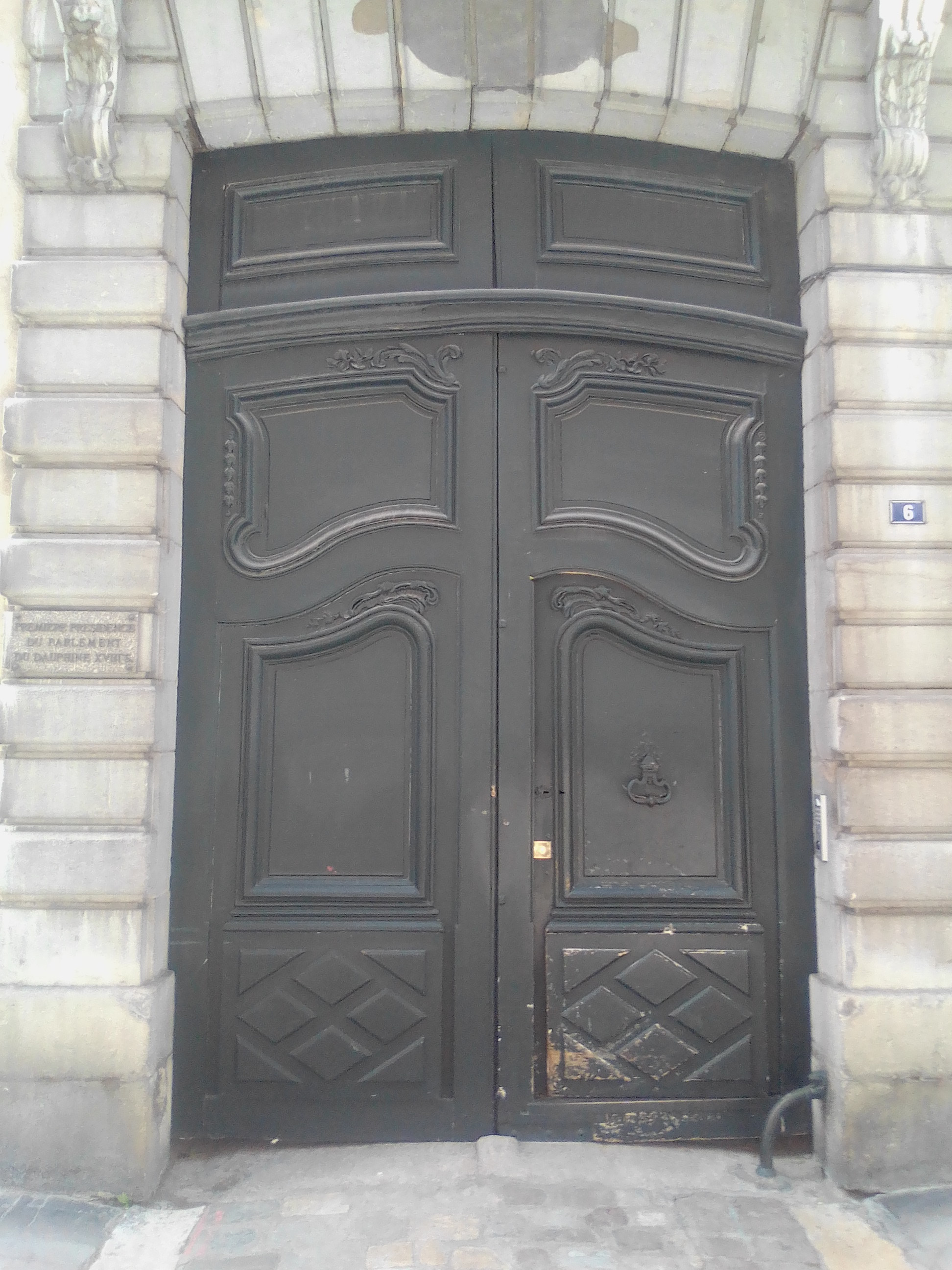
Rue Voltaire (Entrée de l'Hôtel de la Première présidence)
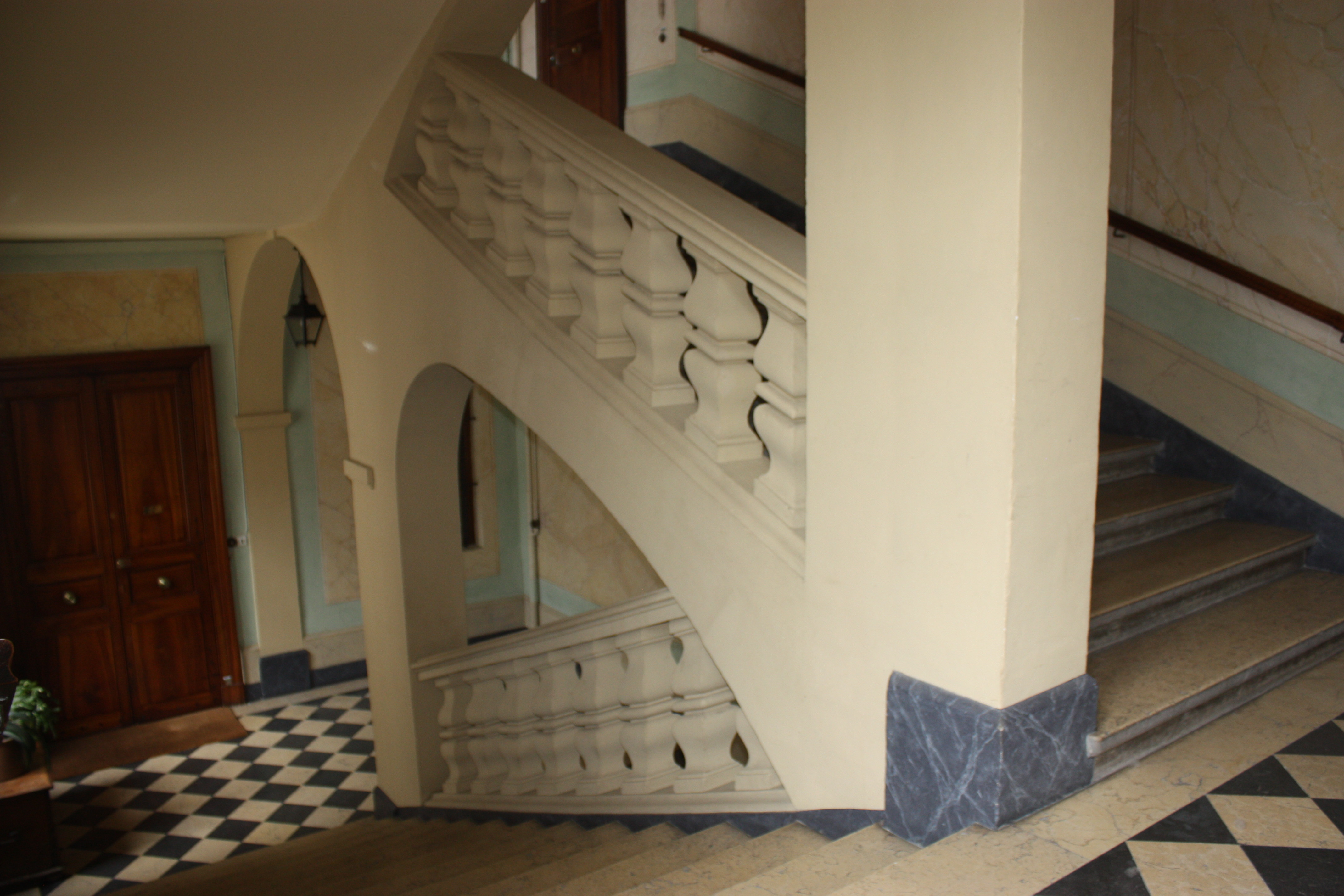
Escalier Hôtel de la Première présidence
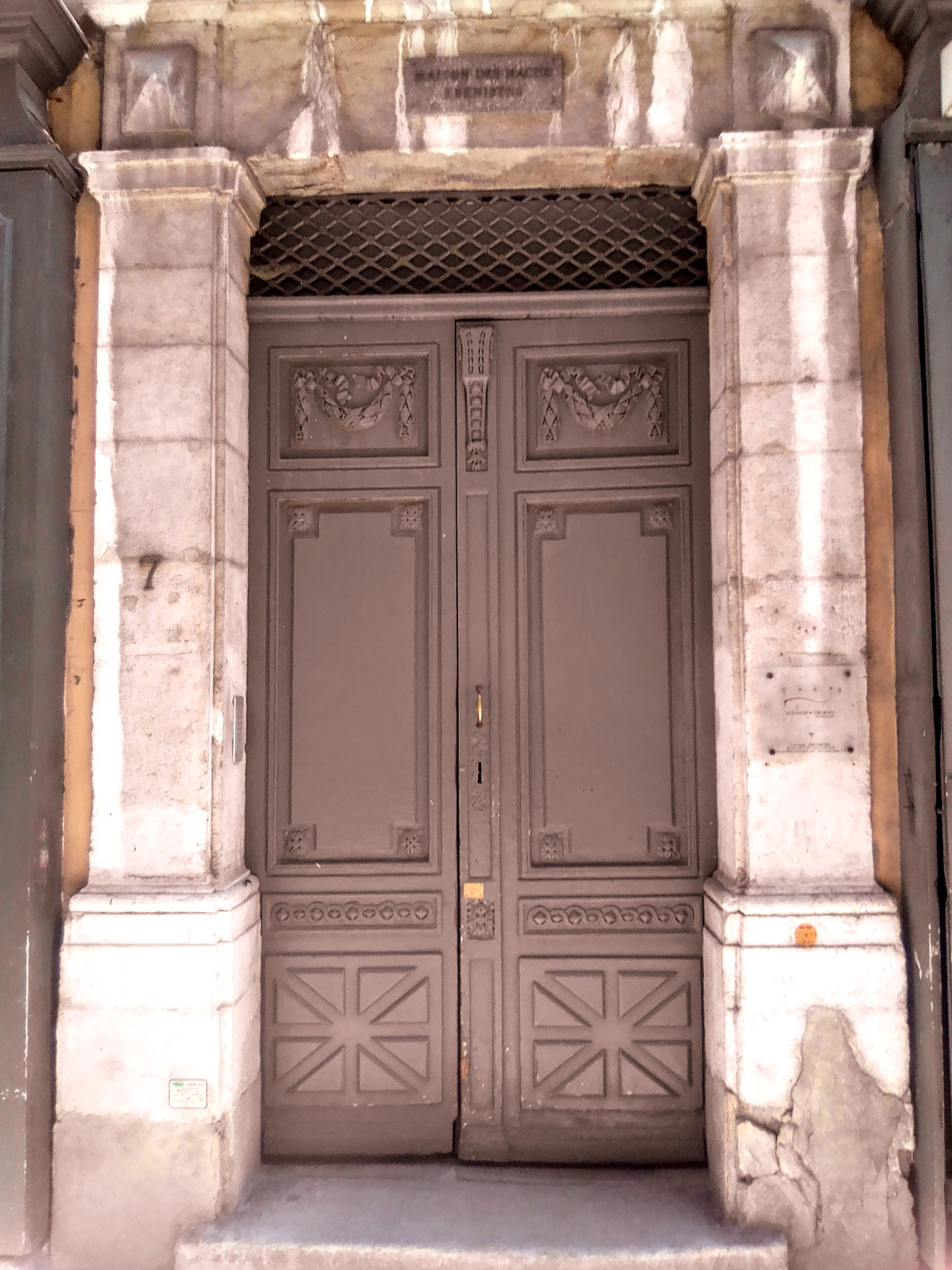
Rue Voltaire (Maison Hache)
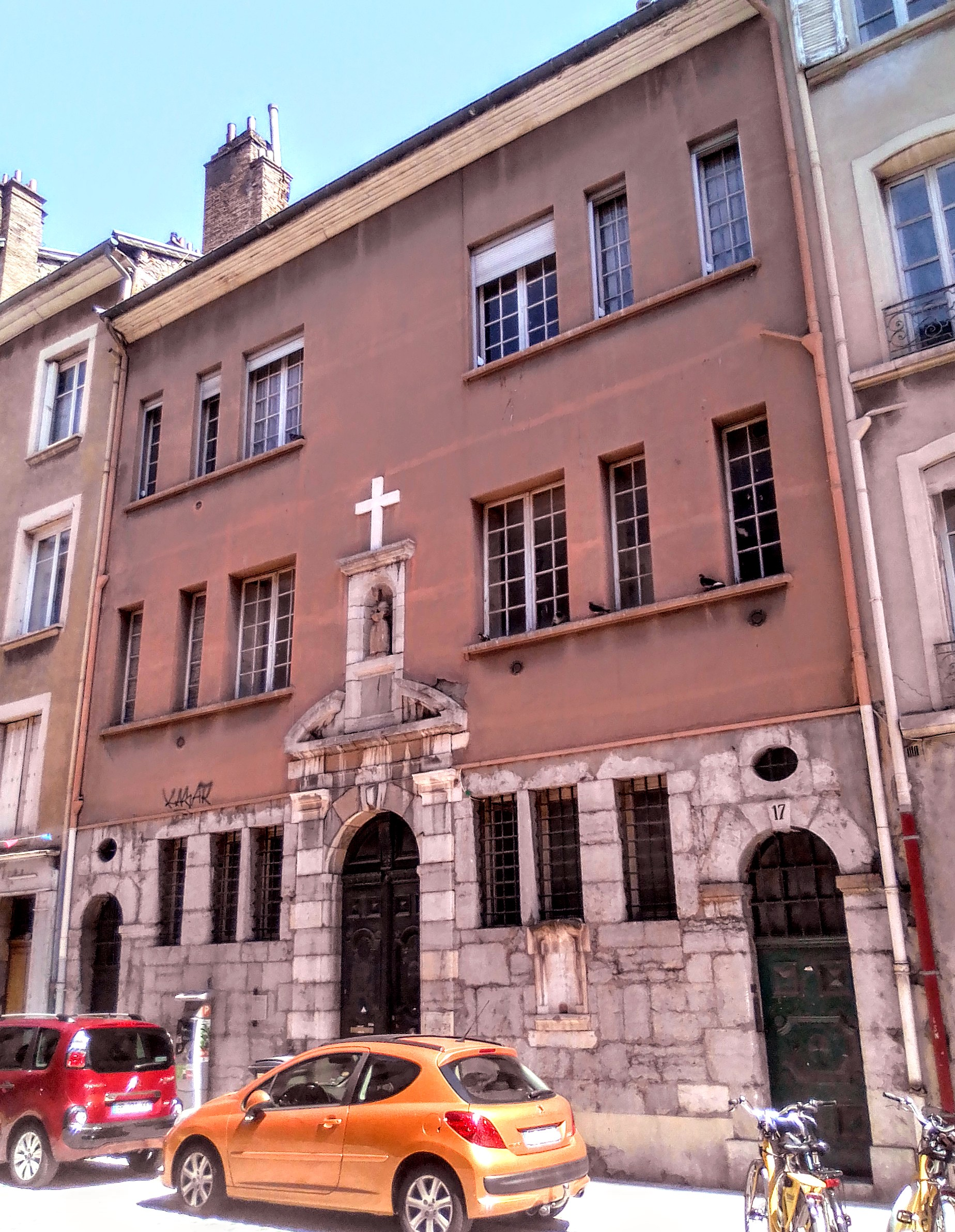
Rue Voltaire, chapelle des Pénitents blancs